# Георги Спасов (композитор)
 Тази статия е за композитора.  За други хора с това име вижте Георги Спасов.  
Георги Спасов Хаджигеоргиев, по-известен с презимето си Георги Спасов, е български композитор, автор на солови, хорови и детски песни. Заедно с Добри Христов е родоначалник на българския романс. Автор е на популярната детска песен „Родина“ (по-известна като „Високи сини планини“) по текст на Младен Исаев.

## Биография
Роден е в Лом в семейството на търговец. Завършва гимназия през 1910 година и работи известно време като учител. През 1911 година заминава за Прага, където учи в Пиводовата певческа школа. През 1921 година със спомоществувателството на свои съграждани заминава за Виенската консерватория, където следва хармония и контрапункт.
След завръщането си в България през 1923 година Спасов става артист в трупата на Народната опера. През същата година започва да пише музиката за солови и хорови песни. Успоредно с това ръководи един църковен хор и хора на Военното училище. В този период се сближава с маестро Георги Атанасов. Композираните от Спасов през 1920-те години песни са вдъхновени от народния бит и с подчертано любовно съдържание.
През 1928 година Спасов е принуден да напусне операта и да започне работа в Българската народна банка. През 1930-те години той рядко намира време за композиране, а песните му са предимно по-бавни и меланхолични. Завръща се към призванието си едва след пенсионирането си през 1947 година. Тогава издава сборника си „Бисерни зрънца“, съдържащ 50 детски песни. През последните години от живота си композира и няколко военни песни.
Спасов е съпруг на Анка Недева, сестра на генерал-майор Никола Недев. Техен син е поетът и текстописец Милчо Спасов.

## Памет
На Георги Спасов е наречена улица в квартал „Христо Ботев“ в София (Карта).